# Innovation clé

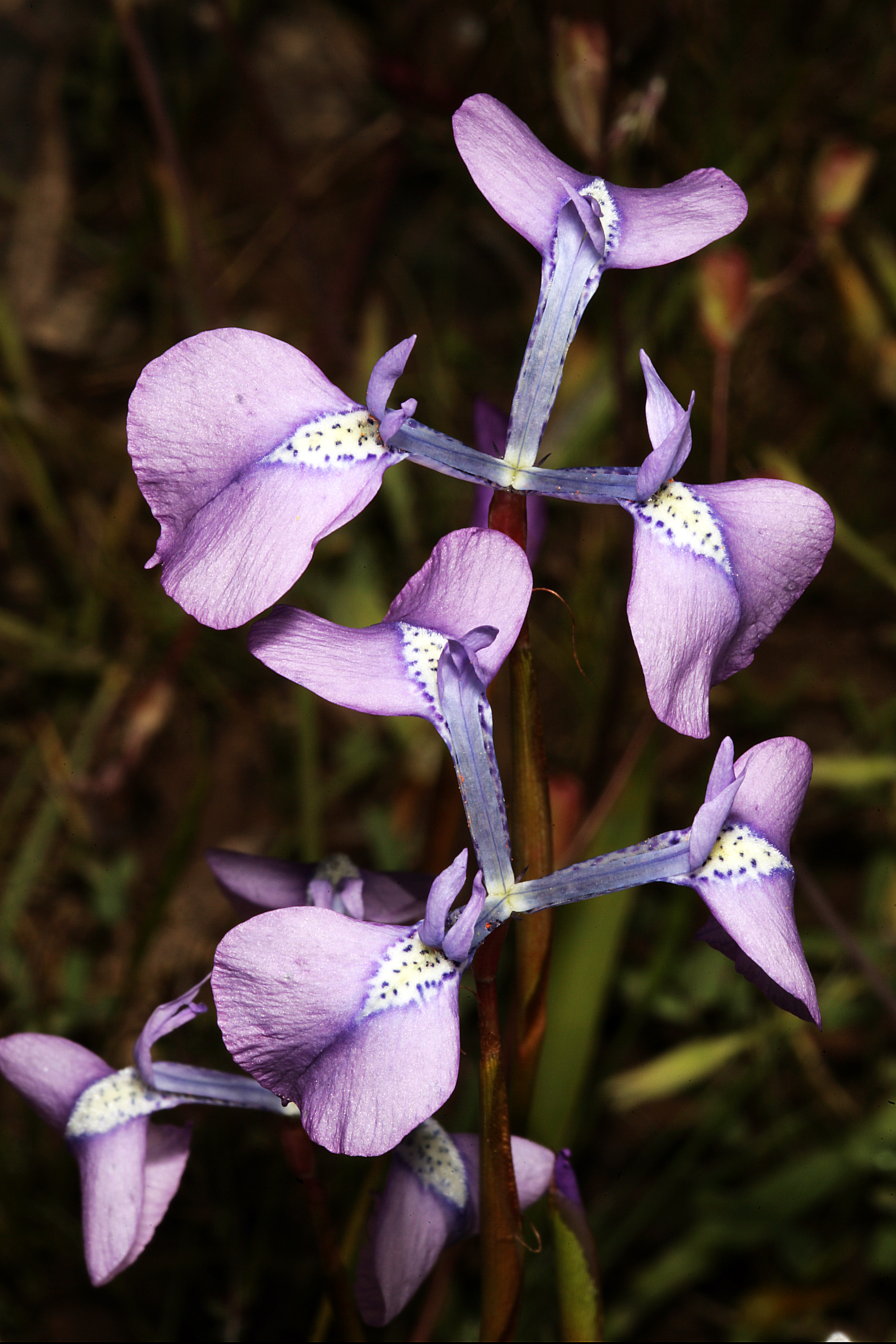
La fleur actinomorphe de ' est formée de trois unités zygomorphes bilabiées fonctionnant comme des unités indépendantes vis-à-vis des pollinisateurs. Cette symétrie florale constitue une innovation clef d'un point de vue évolutif, en augmentant la diversité des systèmes de pollinisation potentiellement exploitables.

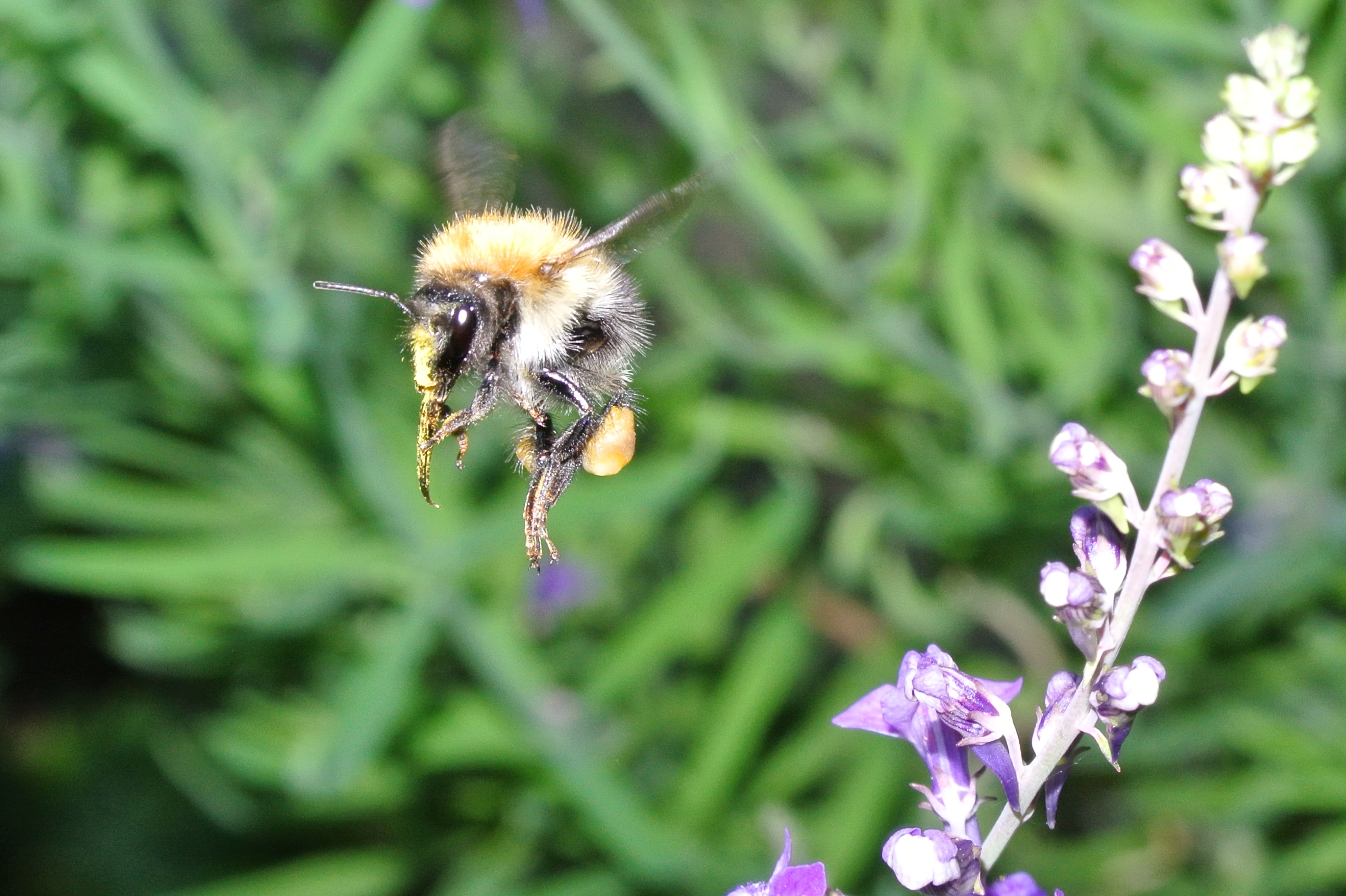
Le vol des insectes est une innovation majeure qui joue un rôle crucial dans leur dispersion, leur migration, leur comportement de territorialité, de parade sexuelle, de défense contre les prédateurs, de pollinisation, et leur régime alimentaire phytophage.

En biologie de l'évolution, une innovation clé (terme utilisé peut-être pour la première fois par l'ornithologue Alden H. Miller (en) en 1949), appelée aussi mutation clé, est une hypothèse selon laquelle l'acquisition d'un nouveau trait phénotypique dans une lignée susciterait une explosion rapide du nombre d'espèces au sein d'un groupe taxonomique, ce que l'on appelle une radiation évolutive.
L'acquisition de ce trait résulte d'une innovation génétique (mutation) fixée dans une population ou une espèce parce qu'elle entraîne une modification d'un caractère (phénotype).

## Mécanismes écologiques et évolutifs
Plusieurs mécanismes écologiques et évolutifs contribuent au succès évolutif d'un groupe taxonomique. La diversification peut être stimulée par des innovations qui permettent : l'augmentation de la fitness de divers rameaux de la radiation évolutive du groupe ; la colonisation de plusieurs niches écologiques ; la mise en place d'un isolement reproductif.

## Critiques
Cette hypothèse proposée dans le cadre de la théorie de l'évolution, est critiquée car elle se révèle difficile à tester.